# Zamek na wodzie
Zamek na wodzie (niem. Wasserburg, Wasserschloss, ang. Water castle) - typ rezydencji obronnej otoczony fosą i ze zwodzonym lub stałym mostem prowadzącym do głównej bramy. 

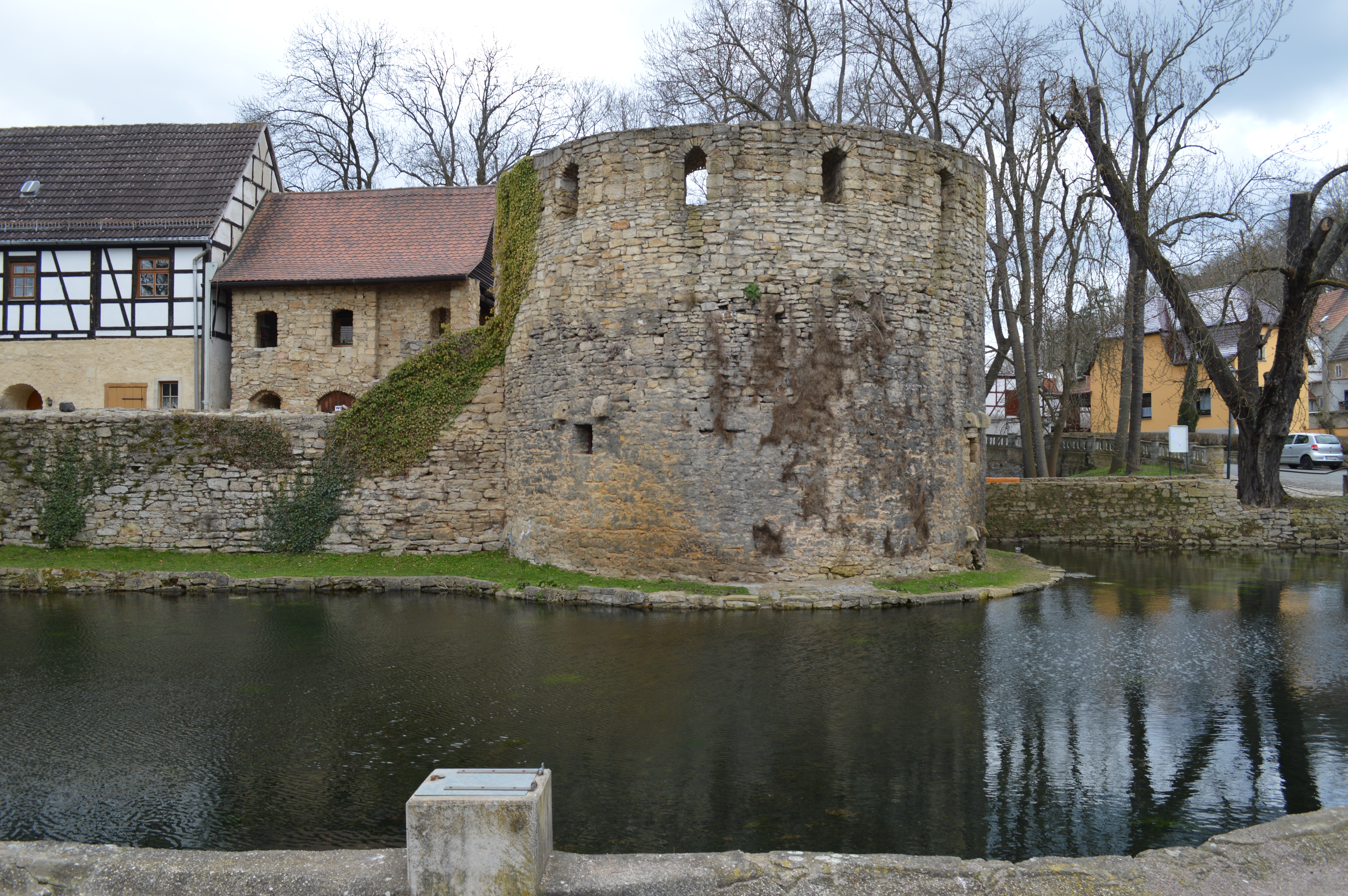
Zamek w Turyngii
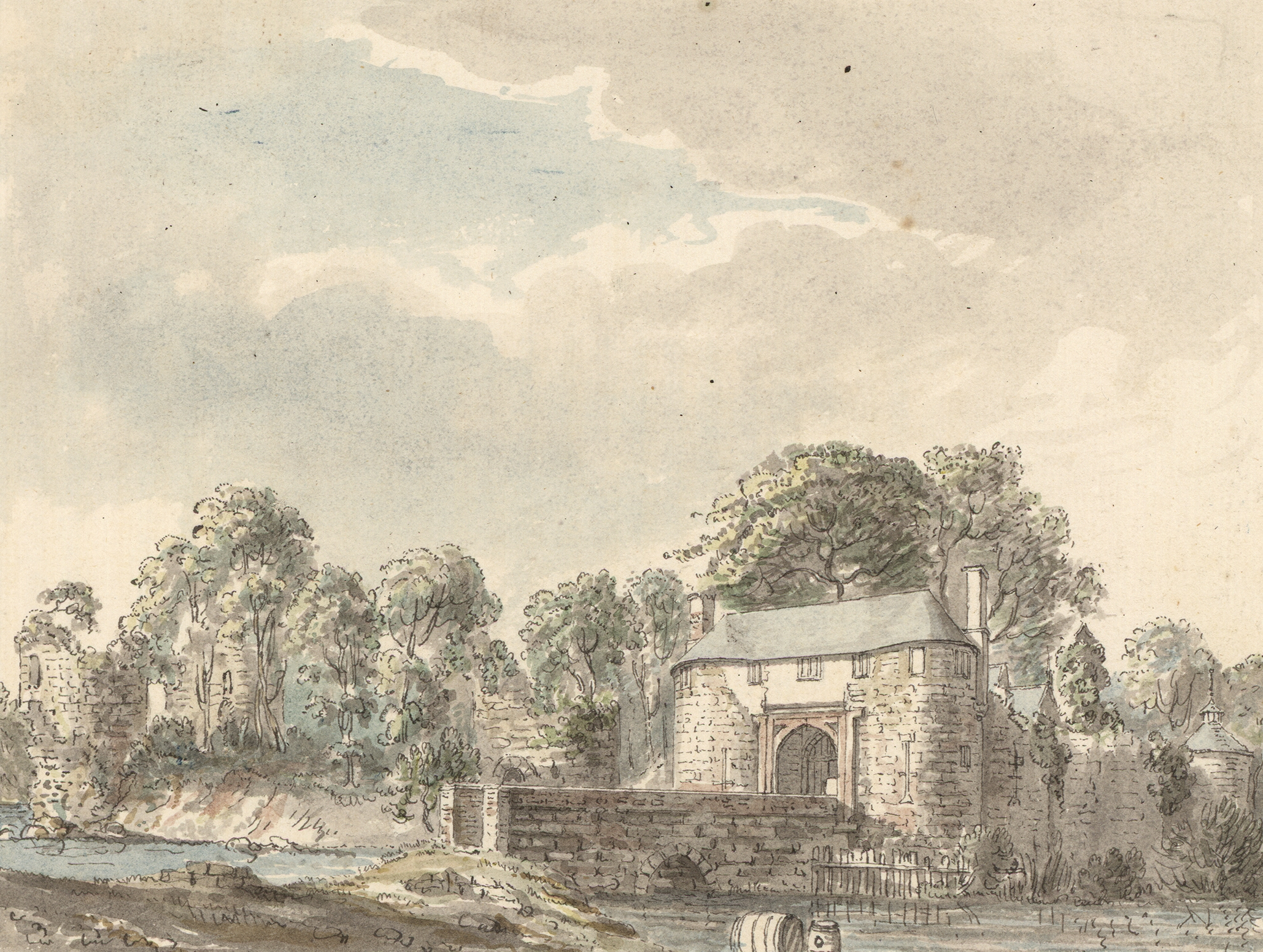
Zamek w Anglii
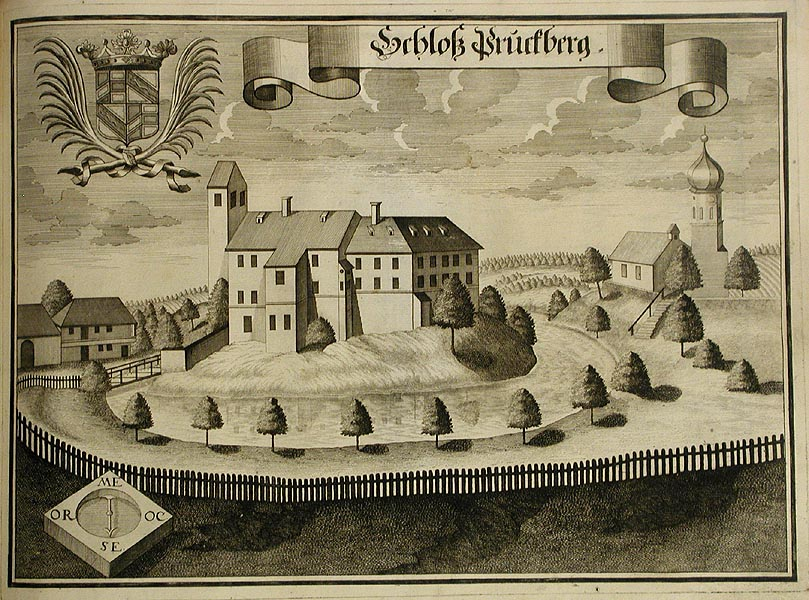
Zamek we Frankonii
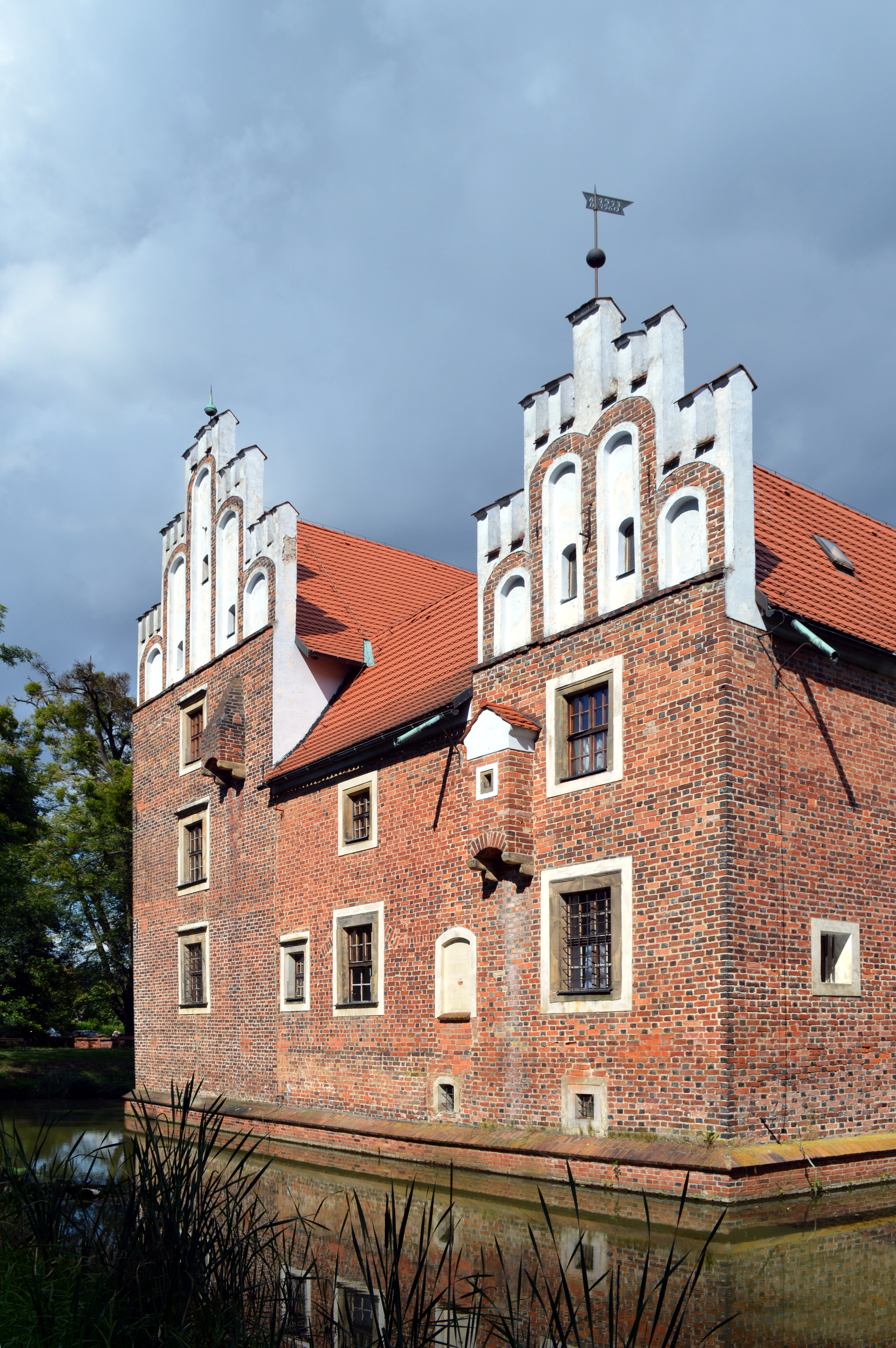
Zamek Wojnowice